# سكوت فايفر
سكوت فايفر هو لاعب كرلنغ كندي، ولد في 5 يناير 1977 في سانت ألبرت في كندا.

## وصلات خارجية
- سكوت فايفر على موقع الاتحاد الدولي للكرلنغ (الإنجليزية)
- سكوت فايفر على موقع اللجنة الأولمبية الدولية (الإنجليزية)
- سكوت فايفر على موقع أوليمبيديا (الإنجليزية)
- سكوت فايفر على موقع اللجنة الأولمبية الكندية (الإنجليزية)